# Juan José Ávalos
Juan José Ávalos (Jesús María, Lima, 7 de octubre de 1948 - 4 de mayo de 2024) fue un futbolista peruano que jugaba como delantero y era conocido como JJ Ávalos o La Lora Ávalos.

## Trayectoria
JJ era un delantero izquierdo muy hábil con el balón. En 1964 debutó en la profesional con el Defensor Lima muy joven. En el conjunto granate conformó con Carlos “Puchito” Oliva y Carlos “Pinocho” Urrunaga, un tridente ofensivo apodado por la afición como “Los Carasucias de Breña”. Luego pasó por clubes como Defensor Arica, Centro Deportivo Sima, León de Huánuco, Deportivo Junín y otros equipos. En 1975 fue campeón nacional con Alianza Lima.

## Clubes
| Club                        | País | Año         |
| --------------------------- | ---- | ----------- |
| Club Atlético Defensor Lima | Perú | 1964 - 1969 |
| Club Defensor Arica         | Perú | 1970 - 1971 |
| Centro Deportivo Sima       | Perú | 1972        |
| Club Alianza Lima           | Perú | 1973 - 1975 |
| Foot Ball Club Melgar       | Perú | 1976        |
| Club Atlético Defensor Lima | Perú | 1977 - 1978 |
| León de Huánuco             | Perú | 1979        |
| Club Social Deportivo Junín | Perú | 1980 - 1981 |

## Palmarés

### Torneos nacionales
| Competición      | Club              | País | Año  |
| ---------------- | ----------------- | ---- | ---- |
| Primera División | Club Alianza Lima | Perú | 1975 |